# Club Atlético Juventud (Loma Pytá)
El Club Atlético Juventud es un club de fútbol de Paraguay, del barrio De la Residenta de Asunción, aunque es popularmente más identificado con el barrio de Loma Pytá. Fue fundado el 28 de agosto de 1920 y juega en la Primera División C (Cuarta División) del fútbol paraguayo.

## Historia
Fundado el 28 de agosto de 1920 en la zona de Loma Pytá, Asunción, por ello es popularmente conocido como Club Juventud de Loma Pytá.
Entre los años 1936 a 1946 participaba de los campeonatos de la Federación Paraguaya de Deportes.
Aunque es un club asentado en territorio de Asunción, en el año 1950 fue uno de los clubes fundadores de la Liga Deportiva de Mariano Roque Alonso, de esa ciudad afiliada a la Unión del Fútbol del Interior.
En años posteriores se afilió a la Liga Paraguaya de Fútbol y obtuvo su primer título oficial en el año 1964 ganando el campeonato de la Segunda de Ascenso, tercera y última categoría del fútbol paraguayo en esos años. Aunque no pudo ascender a la Segunda División pues en ese tiempo no había ascenso directo para el campeón de la Tercera División, sino debía jugar un repechaje contra el antepenúltimo de la Segunda División en este caso el Club General Genes. El partido de ida terminó en un empate de 2 a 2 y en el partido de vuelta cayó por el marcador de 1 a 5. De esta forma el Juventud se mantuvo pese a ser campeón en la misma división.
Tuvieron que pasar más de tres décadas para que el club volviera a obtener un título, en el año 1996 logró ganar de nuevo el campeonato de la Segunda de ascenso (Tercera División), esta vez sí tenía el derecho del ascenso directo a la Primera de Ascenso (Segunda División) para el año 1997. 
Pero justo en ese año 1997 la Liga Paraguaya de Fútbol creó la División Intermedia como la nueva Segunda División, por lo tanto la Primera de Ascenso pasó a ser la Tercera División y la Segunda de Ascenso pasó a ser la Cuarta División. Por lo que parecía que el club no llegaría a jugar en la Segunda División, sino en la Tercera. 
Pero para completar la cantidad de 16 equipos la Liga Paraguaya de Fútbol invitó al Juventud como campeón de la Segunda de Ascenso (Cuarta División desde 1997) a formar parte de la nueva División Intermedia (Segunda División desde 1997), por lo que puede considerarse que el club ascendió dos categorías en un solo año.
Se mantuvo en la División Intermedia hasta la temporada de 1999, año en que descendió a la Primera B (Tercera División), en esa categoría se mantuvo hasta la temporada 2002, año en que descendió a la última categoría.
Desde el año 2003 compite en la Primera División C (Cuarta División).
Himno
Estamos orgullosos de gritar tu nombre
Flamear banderas en rojo y azul
Juventud querida de vista de flores
De tela la historia tu garra y valor
Tu onceno lleno de espíritu y fuerza
Quiere así entrego a por verte brillar
Los cuales son fiestas que todos celebran
Partida de estadios que nunca nunca
Dice escuchar hurra de tus seguidores
Que es todo el barrio de Loma Pytã
Coro
Dale Juventud 
Vamos a luchar
Repito tu hinchada a verte ganar
Dale Juventud
Eres el mejor
Juventud querido
Eres campeón

## Estadio Don Genaro Azcurra
El club juega de local en su estadio que tiene una capacidad para 2000 personas. La dirección del mismo es Tte. Cnel. Isaías Jara Pastore casi Fernando Oca del Valle, Barrio Loma Pyta, Asunción.

## Jugadores

### Jugadores destacados
- Cristín Cibils.[6]
- Angel Cibils.[7]
- Nelson Zelaya.

## Datos del club
- Temporadas en Segunda División: 3 (1997-1999).
- Temporadas en Tercera División: 33 o + (?1964-1996, 2000-2002).
- Temporadas en Cuarta División: 17 (2003-2011, 2012, 2013, 2014, 2015, 2016, 2017, 2018), 2019.
- Participaciones en Copa Paraguay: 1 (2018).

## Palmarés

### Torneos nacionales
- Tercera División (2): 1964, 1996.